# Station Tarnowiec Brzeski
Station Tarnowiec Brzeski is een spoorwegstation in de Poolse plaats Tarnowiec.